# Mary Jane García
Mary Jane García (Doña Ana, Nuevo México, 24 de diciembre de 1936 - 5 de enero de 2024) fue una empresaria, antropóloga y política estadounidense.

## Biografía
Estudió en el Colegio de la Ciudad de San Francisco y antropología en la Universidad Estatal de Nuevo México.
Mary Jane García era propietaria de un negocio de regalos en Las Cruces.
Fue Senadora del estado de Nuevo México desde 1988 a 2012, del Distrito 36 sirvió en la Legislatura de Nuevo México por el Partido Demócrata.
La senadora García recibió el Premio Reg Weaver de Derechos Humanos y Civiles, anaunciada por NEA.
Falleció el 5 de enero de 2024 a los 87 años.